# Atolladero
Atolladero è un  film del 1995, diretto da Óscar Aibar. È una storia di ambientazione fantascientifica e western.

## Trama
Atolladero è una città piena di fuorilegge, uno dei pochi onesti cittadini lascerà il posto dopo aver sterminato gli abitanti.

## Premi
Il film ha vinto il premio alla miglior regia al Fantafestival del 1996